# Лази (заповідне урочище)
Лази́ — заповідне урочище в Україні. Розташоване в межах Дрогобицького району Львівської області, на південь від села Верхні Гаї.
Площа 430 га. Статус надано в 1995 році.
Створене з метою збереження частини лісового масиву з мальовничими ландшафтами Передкарпаття. Зростають дубові насадження, водиться чимало видів фауни.